# Pa Ťin
Pa Ťin (čínsky pchin-jinem Bā Jīn, znaky 巴金; 25. listopadu 1904, Čcheng-tu — 17. října 2005, Šanghaj) byl čínský spisovatel. Ve 30. a 40. letech 20. století se proslavil svými romány, jež popisovaly a vzývaly rozklad tradičního konfuciánského patriarchálního společenského systému (zejm. Rodina).

## Život
Vyrostl v bohaté, tradiční čínské rodině, s velmi despotickými muži v čele. Unikl z ní odchodem do Francie v roce 1927. Již v Číně četl díla Pjotra Kropotkina a v Paříži se připojil k anarchistickému hnutí. V roce 1929 přijal jméno Pa Ťin, které odkazovalo jednak na Kropotkina a také na dalšího anarchistu Michaila Bakunina. Toho roku se také vrátil do Číny a zde vydal svou první knihu Zánik. Průlomovým byl však až román Rodina z roku 1931. Román měl autobiografické rysy a byl inspirován autorových dětstvím v bohaté rodině v S'-čchuanu. Tradiční (velmi široká) čínská rodina je v románu líčena dosti neiluzivně a jako rozpadající se instituce. Kniha měla ještě dvě pokračování (Jaro a Podzim) a trilogie byla nazvána Dravý proud. I další trilogie Láska měla úspěch. Roku 1934 byl zakázán jeho román Výhonek, načež musel načas odejít do exilu v Japonsku. Brzy se ale vrátil. Za války napsal další, burcující, trilogii Oheň.
Před válkou s komunisty polemizoval z anarchistických pozic, po jejich vítězství v roce 1949 však základní pravidla nového režimu přijal a v roce 1958 byl dokonce zvolen předsedou oficiálního Svazu spisovatelů. Nevyzpytatelné represe Kulturní revoluce na konci 60. let si ho však nakonec našly: Bylo mu zakázáno psát a byl poslán čistit kanály. Jeho ženě byla z politických důvodů odepřena v roce 1973 lékařská péče, načež zemřela. Když se na konci 70. let uvolnily ledy v důsledku Tengových reforem, mohl se vrátit do literárního života, v roce 1985 i do čela Svazu spisovatelů. Stal se velkým kritikem Kulturní revoluce, přičemž však přiznal – zejména ve slavné knize Náhodné myšlenky – míru spoluviny na této mravní a myšlenkové tragédii, neboť sám se na konci 50. let částečně podílel na „kampani proti pravičákům“, a právě v takovýchto akcích se lynčovací duch Kulturní revoluce rodil. Neúspěšně též bojoval za vznik Muzea Kulturní revoluce, které by varovalo před opakováním podobného výronu násilí a fanatismu. Svůj aktivismus vystupňoval v roce 1989, kdy bylo vyhlášeno stanné právo a dogmatici přešli znovu do útoku. Protestoval také proti obnovenému kultu Maa na začátku 90. let. Zemřel ve sto letech.